# Коваленков, Михаил Петрович
Михаил Петрович Коваленков (1888 — не ранее 1930) — русский и советский учёный-правовед, магистр полицейского права, профессор, специалист по уголовному и уголовно-процессуальному праву, в разные годы профессор Московского и Саратовского университетов.

## Биография
Родился 1 мая 1888 года[по какому календарю?].
В 1915 году окончил юридический факультет Императорского Московского университета и защитил магистерскую диссертацию по полицейскому праву. В 1915—1920 годах в качестве приват-доцента преподавал в Московском университете.
В период 1920—1925 годов — профессор Саратовского университета, по совместительству преподавал право в Саратовском комвузе. В 1925—1930 годах — профессор факультета советского права Московского государственного университета.
После 1930 года судьба М. П. Коваленкова неизвестна.

## Научная деятельность
В сферу научного интереса входило изучение проблем уголовного и уголовно-процессуального права. Читал лекции по полицейскому, уголовному и уголовно-процессуальному праву, административному праву. Был сторонником наделения судебных органов правотворческими функциями.

## Основные публикации

### Монографии, учебные пособия
- Коваленков М. П. Что должно установить Учредительное собрание. — М.: Товарищество Н. В. Васильева, 1917. — 8 с.
- Коваленков М. П. Руководство для прокуратуры. — М.: Издательство НКЮ, 1922. — 125 с.
- Коваленков М. П. Руководство для прокуратуры. — 2-е изд.. — М.: Издательство НКЮ, 1923. — 136 с.
- Коваленков М. П. Понятие владения в литературе уголовного права. — Саратов, 1924. — 20 с.
- Коваленков М. П. Основы советского уголовного судопроизводства: Вступитеьный очерк и законодательные материалы. — Л.: Госиздат, 1925. — 128 с.

### Статьи
- Коваленков М. П. А. А. Берлин. О необходимой обороне. Ярославль. 1911. 106 стр. (Рецензия) // Вопросы права: журнал научной юриспруденции. — М., 1912. — № XII (4). — С. 164—167.
- Коваленков М. П. К вопросу о роли прокуратуры при производстве предварительного следствия и в стадии предания суду (Опыт комментария к постановлениям Уголовно-Процессуального Кодекса) // Еженедельник советской юстиции. — 1922. — № 31—32. — С. 8—11.
- Коваленков М. П. Академическая практика (Опыт проведения ее в Высшей арбитражной комиссии при Экономсовете РСФСР) // Советское право. — 1928. — № 2. — С. 72—79.